# Macrocondyla canescens
Macrocondyla canescens är en tvåvingeart som först beskrevs av Philippi 1865.  Macrocondyla canescens ingår i släktet Macrocondyla och familjen svävflugor. Inga underarter finns listade i Catalogue of Life.